# Craspia anagna
Craspia anagna är en fjärilsart som beskrevs av Erich Martin Hering 1928. Craspia anagna ingår i släktet Craspia och familjen ädelspinnare. Inga underarter finns listade i Catalogue of Life.